# Ataxia telangiectasia
Ataxia telangiectasia (A-T), também denominada síndrome de Louis–Bar, é uma doença rara, neurodegenerativa e hereditária que provoca incapacidade acentuada. Ataxia refere-se às limitações na coordenação física e telangiectasia a vasos sanguíneos pequenos e dilatados, o que corresponde às principais características da doença. Consiste em uma deficiência dos linfócitos B, no qual não conseguem produzir adequadamente o anticorpo da classe Igg, então o paciente acaba desenvolvendo muitas infecções. Na maior parte dos casos, os sintomas manifestam-se durante a primeira infância, quando a criança começa a aprender a caminhar, com ataxia cerebelar progressiva e, posteriormente, desenvolvem telangiectasias conjuntivais, outras degenerações neurológicas progressivas, infecção sinopulmonar e malignidades. A gravidade das manifestações do sistema neurológico, imunitário e pulmonar varia amplamente entre os doentes. A apresentação ocorre entre 1 e 2 anos de idade com movimentos da cabeça anormais e perda do equilíbrio, seguido por um discurso arrastado e movimentos oculares anormais. As telangiectasias geralmente se desenvolvem entre 3 e 5 anos de idade.  Por volta dos 9-10 anos de idade podem aparecer diminuição da coordenação e tremores das extremidades agravando-se progressivamente. A coreoatetose é muito comum. Na maioria dos casos, a inteligência é normal: cerca de 30% dos doentes têm dificuldades de aprendizagem ou atraso mental ligeiro.  A imunodeficiência causa infeções de repetição sinusais e pulmonares, sendo que as últimas podem causar bronquiectasias. O atraso no crescimento é também relativamente frequente. É um problema que leva a uma predisposição maior a câncer, chegando a 70% dos pacientes.
A doença é geralmente familiar, transmitida por genes recessivos, autossômicos, não ligados ao sexo.
A prevalência média de casos está estimada em uma a cada cem mil crianças.
A determinação do diagnóstico clínico precocemente no decurso da doença é problemático mas o aumento quase constante dos níveis de alfa-fetoproteina (AFP) sérica e a análise citogenética podem ajudar na confirmação do diagnóstico (translocações 7; 14). O diagnóstico molecular pode ser por vezes necessário. O diagnóstico diferencial deve incluir ataxia – apraxia oculomotora, tipos 1 e 2.
A A-T é uma doença autossómica recessiva causada por mutações de inativação do gene ATM (11q22.3). Este gene é expresso ubiquitariamente e codifica uma proteína cinase que desempenha um papel chave no controlo da reparação da quebra da cadeia dupla (DSB) do DNA, notavelmente nas células Purkinje do cerebelo e do cérebro, e nas células cutâneas, endoteliais e conjuntivas . A doença tipo A-T (A-T-like) é uma variante rara da forma A-T causada pela inativação do gene MRE11 (11q21), que também codifica uma proteína envolvida na reparação da DSB.

Em relação a tratamento, se faz necessária uma terapia de apoio como acompanhamento com fonoaudiologia e fisioterapia, e pode ser feita aplicação das imunoglobolinas parenterais para tentar diminuir a susceptibilidade de que o paciente venha a ter a infecções.